# Nancy Cárdenas
Nancy María Magdalena Cárdenas Martínez, conocida simplemente como Nancy Cárdenas (Parras de la Fuente, Coahuila, 29 de mayo de 1934-Ciudad de México, 23 de marzo de 1994) fue una locutora radiofónica, actriz, escritora, directora de cine y realizadora de teatro mexicana. Fue conocida en su país como una de las pioneras del movimiento de liberación LGBTQ+, y por escribir y realizar el largometraje documental México de mis amores en 1979.

## Biografía

### Juventud y estudios
Nancy Cárdenas nació el 29 de mayo de 1934 en Parras, en el estado de Coahuila. Fue hija de Matías Modesto Cárdenas y de Esperanza Martínez Rodríguez.
Obtuvo un doctorado en Filosofía y Letras en la Universidad Nacional Autónoma de México; estudió puesta en escena en la Universidad de Yale, en los Estados Unidos y tomó cursos de lengua y cultura polacas en Lodz.

### Radio, teatro y cine
Nancy Cárdenas comenzó como locutora de radio a la edad de 20 años; luego se hizo actriz de teatro. En la década de 1950, participó en un programa de lecturas Poesía en Voz Alta, dirigido por  Héctor Mendoza.
En la década de 1960, pasó a la escritura. Publicó su primera obra de teatro de un acto, El cántaro seco, y comenzó una carrera como periodista en diversas revistas y en las páginas de cultura de diversos diarios.
En 1970 trabajó de realizadora de teatro en El efecto de los rayos gamma sobre las caléndulas, que le valió el Premio de la Asociación de Críticos de Teatro. Dirigió diversas obras de éxito, mostrando una cierta implicación política. También se dedicó al cine: escribió con Carlos Monsiváis un documental para el cine, México de mis amores, que realizó ella misma en 1979.
A partir de 1980 consagró su tiempo a la escritura de obras de teatro y de poesía. Murió en México el 23 de marzo de 1994 de cáncer de mama.

### Sexualidad
A la edad de 39, Nancy Cárdenas reveló su orientación como lesbiana en el programa de televisión 24 horas de Jacobo Zabludovsky, durante una entrevista acerca del despido de un trabajador homosexual. En la década de 1970, fue pionera del movimiento de liberación gay en México, evocando el asunto en diversas entrevistas televisivas, de las que fue memorable la de 1973.
Fundó en 1974 la primera organización homosexual de México, el Frente de Liberación Homosexual (FLH), del que fue militante comprometida. Feminista, además especializada en sexología, realizó numerosas conferencias, congresos, seminarios y entrevistas televisivas nacionales o internacionales sobre el tema. En 1975 escribió con Carlos Monsiváis el Manifiesto en defensa de los Homosexuales en México. El 2 de octubre de 1978, durante la marcha en celebración de la masacre de Tlatelolco, tomó la cabecera de la primera marcha del orgullo gay en la Plaza de las Tres Culturas.
Un centro de actividades gais y lesbianas fue nombrado en su honor: el Centro de Documentación y Archivo Histórico Lésbico de México y América Latina «Nancy Cárdenas» (CDAHL).

## Participación en el Movimiento LGBT+ Mexicano

### Fundación del Frente de Liberación Homosexual
En 1955, a los 22 años, Cárdenas conoció a Carlos Monsiváis, de 18 años, mientras ambos cursaban una carrera en la UNAM, por medio de Luis Prieto, quien era amigo en común. Para aquel entonces, el círculo de amistades de Nancy ya acostumbraba el rechazo a la heteronorma de la sexualidad y con su grupo de amigas solían vestir y tener porte masculino. Fue en estas fiestas donde Monsiváis pudo conocer a Chavela Vargas.
La década siguiente, ambos comenzaron a forjar su carrera intelectual y tras el movimiento de 1968, ambos formaron parte de la Alianza de Intelectuales, Escritores y Artistas en Apoyo al Movimiento Estudiantil. Un año después tras la represión y las protestas de Stonewall, ambos se mostraron entusiasmados por el movimiento y lo que entonces se conocería como la "liberación homosexual"
A principios de 1970, Monsiváis vivió en Londres y desde ahí enviaba cartas a Nancy contando la forma en que se desarrollaba el movimiento de liberación homosexual desde la perspectiva europea. Con la idea de crear un movimiento que, al igual que en Europa, "enfrentara" la represión que se vivía de la homosexualidad en México, el 15 de agosto de 1971 fundó junto con otros compañeros el Frente de Liberación Homosexual (FHL).
Nancy convocaba reuniones dominicales del FHL en su departamento en San Pedro de los Pinos, en la Ciudad de México, para discutir las acciones del movimiento y desarrollar la idea de dejar de concebir la homosexualidad como enfermedad, transtorno o perversión. El FHL funcionó como pionero del Movimiento de Liberación Homosexual y es considerado el primer movimiento LGBT+ en México.
En los años posteriores, el FHL se dividiría en varias organizaciones más que funcionaban discretamente (debido a la repesión gubernamental. La más conocida de ellas, sería el Frente Homosexual de Acción Revolucionaria FHAR que para 1978 saldría en manifestaciones sociales públicas como parte de un contingente homosexual. En la conmemoración de los 10 años de la masacre de Tlatelolco, Nancy encabezó el contingente homosexual que marchó rumbo a la plaza de las Tres Culturas. Eso permitiría que, al año siguiente, se realizara la primera marcha del orgullo en México sobre la calle Río Lerma en la Ciudad de México.    

### La entrevista de Zabludovsky
En 1974, un ciudadano norteamericano de la administración de Nixon, demandó al gobierno de Estados Unidos por despedirlo bajo el cargo de homosexualidad. La noticia fue comentada en el programa "24 horas" con Jacobo Zabludovsky, con Nancy Cárdenas como invitada en vivo (En ese entonces, el noticiero más visto del país). Durante el programa se presentó una entrevista con el hipnólogo, el Dr. Angel Kuri Sacre quien aseguraba que la homosexualidad era una enfermedad. Zabludovsky preguntó sobre el caso mexicano donde Nancy expuso la forma en que se perseguía en México bajo la figura legal de "apología del vicio".

Nancy ya había sido invitada, en enero de 1973, para hablar del despido de un trabajador en la Ciudad de México dentro de la tienda departamental Puerto de Liverpool por conductas homosexuales. Se considera que Zabludovsky llevó una conducción respetuosa, lo que permitió a Nancy ahondar sobre la forma de concebir la homosexualidad. Su manera tajante de responder a favor del movimiento LGBT+ provocó un escándalo nacional que derivó en que aquella entrevista fuese considerada como la primera vez que una persona "salía del clóset" en televisión abierta en México.
Zabludovsky: ¿Entonces qué es un o una homosexual?
Nancy: Una persona cuya inclinación sexual se vuelve hacia la gente de su propio sexo. Esto se repite tanto en la naturaleza, que se puede considerar natural y normal.
Zabludovsky: De ninguna manera una enfermedad
Nancy: De ninguna manera
Zabludovsky: Porque entonces sería curable.
Nancy: Eso sostienen los que buscan clientes [...] El homosexual débil, como puede ser débil cualquier heterosexual, puede creerse a sí mismo un enfermo. Recibir toda la agresión social y llegar a ser realmente un enfermo cuando podría ser un individuo sano, enteramente sano si no tuviera todas esas presiones. Las presiones sociales existen y enferman a muchos homosexuales, pero esas presiones también enferman a los heterosexuales. Las presiones enferman a cualquiera. 

### Los chicos de la banda
En 1974, Nancy Cárdenas preparó la obra de teatro Los chicos de la banda, una obra de Mart Crowley entrenada en 1968 en Nueva York sobre un grupo de hombres gay en la década de los 60. Carlos Monsiváis se opuso a la adaptación de la obra con el argumento de que la obra conmiseraba a la comunidad homosexual, para después defenderla en el suplemento "Siempre!" La obra sería presentada en el Teatro Milán de la Ciudad de México pero la delegación Cuauhtémoc, bajo el mando de Delfín Sánchez Juárez, inició un sabotaje para evitar su estreno. 
La comunidad intelectual firmó una carta para el presidente Luis Echeverría con el fin de protestar contra la censura. El regente del DF, Rodolfo Echeverría, anunció el 16 de marzo que la obra podía estrenarse en cualquier teatro de la Ciudad de México excepto en la delegación Cuauhtémoc. La obra fue estrenada el 22 de mayo de 1974 en el Teatro de los Insurgentes. No libre de la crítica y la polémica, la obra llevó el tema de la homosexualidad desde el punto de vista del movimiento LGBT al teatro mexicano.
La obra, dirigida por Cárdenas, contó con la actuación de Sergio Bustamante, Ricardo Cortés, Sergio Corona, Miguel Ángel Turrent, Juan Allende, Arsenio Núñez, Carlos Cámara, Juan Claudio Bails y Sergio Jiménez. Tina Galindo fue parte de la asistencia de producción, y contó con el diseño de Lorenzo Silva y Barón Ektor Von Hofmeister.  

## Muerte y legado
Nancy Cárdenas falleció a los 59 años el 23 de marzo de 1994 en la Ciudad de México víctima de un cáncer de mama. Sus restos fueron incinerados en el Panteón Civil de Dolores.
En 2021, la cineasta Olivia Peregrino estrenó el documental Querida Nancy, el cual captura sus facetas como artista y activista a través de entrevistas y testimonios. En 2024, el Centro Nacional de Investigación, Documentación e Información Teatral Rodolfo Usigli (CITRU), el Instituto Nacional de Bellas Artes y Literatura (INBAL) y la Subdirección General de Educación e Investigación Artísticas (SGEIA) realizaron una serie de actividades para homenajear a Cárdenas en el marco de su 90° aniversario. Asimismo, diferentes áreas del CITRU crearon una galería virtual con los documentos de Cárdenas como archivo vivo.

## Filmografía
- 1979: México de mis amores (dirección y fotografía — guion con Carlos Monsiváis)[19]

## Puesta en escena
- El cántaro seco[20]
- Y la maestra bebe un poco[21]
- Los chicos de la banda de Mart Crowley
- Cuarteto
- Misterio bufo
- La hiedra
- La casa de muñecas de Henrik Ibsen
- El pozo de la soledad de Radclyffe Hall
- Sida.... así es la vida

## Poesía
- 1968-1993: Cuaderno de amor y desamor